# Water of Leith
Das Water of Leith, auch Leith Water, schottisch-gälisch Uisge Lìte, ist der wichtigste Flusslauf von Edinburgh, Schottland.

## Beschreibung
Seine Quelle befindet sich an den Hängen der Pentland Hills in West Lothian zwischen dem Torweaving Hill im Westen, dem Mealowther im Süden und dem Colzium Hill im Osten nahe der Ostgrenze von West Lothian. Das Water of Leith fließt in nordöstlicher Richtung entlang der Westflanke der Pentland Hills. Nach etwa 4,5 Kilometer ist der Bach zum Harperrig Reservoir aufgestaut. Wenige Kilometer jenseits des Stausees markiert das Water of Leith für etwa 4,5 Kilometer die Grenze zwischen den Council Areas West Lothian und Edinburgh, um danach ausschließlich durch Edinburgh zu verlaufen. Bevor es in das Stadtgebiet Edinburghs einfließt, durchfließt das Water of Leith durch die Ortschaften Balerno und Currie. In den Edinburgher Stadtteilen Colinton, Craiglockhart und Dean verläuft es durch steile Schluchten. Im Stadtteil Leith ergießt sich das Water of Leith in den Firth of Forth. Seine Gesamtlänge ab Quelle beträgt etwa 36 Kilometer. Es entwässert ein Gebiet von 117 Quadratkilometern.

## Geschichte
Bereits seit dem 13. Jahrhundert ist die Nutzung der Wasserkraft zum Mühlenbetrieb belegt. In späteren Jahrhunderten waren entlang seines Laufs bis zu 70 Mühlen gleichzeitig in Betrieb. Durch Einleitung von Abwässern war das Water of Leith bis ins 20. Jahrhundert stark belastet.
Seit 1605 regelten ehrenamtliche Verwalter das Water of Leith. Aus dieser Tradition ging 1988 der Water of Leith Conservation Trust hervor. Die Stadt Edinburgh setzt jährlich genetisch veränderte Forellen im Water of Leith frei, die sich nicht mit dem natürlichen Forellenbestand zu vermehren vermögen. Angelscheine sind erhältlich.

## Umgebung
Am Ufer des Haperrig Reservoirs befinden sich die Ruinen von Cairns Castle. Bei Currie steht das Tower House Lennox Tower am rechten Ufer. Zahlreiche Brücken überspannen das Water of Leith von denen verschiedene denkmalgeschützt sind. Hierzu zählt die Colinton Railway Bridge
, die heute als Teil des Wanderwegs Water of Leith Walkway als Fußgängerbrücke dient. Sie befindet sich in Colinton ein kurzes Stück flussabwärts von der Querung der A720. Die Spylaw Street Bridge entstand vermutlich im späten 18. Jahrhundert. Benachbart zur Querung der A70 verläuft der Union Canal über den Slateford Aqueduct über das Water of Leith. Direkt daneben wurde in den 1840er Jahren der Slateford Viaduct errichtet, welcher die Caledonian Railway über den Fluss führte. Flussabwärts der Querung der A71 quert die A8 das Water of Leith auf der Roseburn New Bridge. Die ältere Querung, die Roseburn Old Bridge, steht direkt daneben. In Dean Village befinden sich die Belford Bridge, die Water of Leith Bridge, die Dean Bridge, die St Bernard’s Bridge und die Stock Bridge. Die Bogenbrücke Warriston Road Railway Bridge entstand in den 1840er Jahren. Vor den Hafenanlagen überspannen die Bonnington Bridge und die West Bowling Green Street Bridge das Water of Leith. An den südlichen Hafenanlagen finden sich noch die Tolbooth Wynd Bridge und Victoria Swing Bridge.